# الكشف عن الكائنات المعدلة وراثيا
يمكن الكشف عن الكائنات المعدلة وراثيا في الغذاء أو الأعلاف بالوسائل البيوكيميائية. و يكون إما نوعياً, حيث يوضح الكائن المعدل وراثياً (GMO) الموجود، أو كمياً, حيث يتم قياس كمية الكائن المعدّل وراثياً. تعد القدرة على اكتشاف الكائنات المعدلة وراثياً جزءاً مهماً من تحديد الكائنات المعدلة وراثياً, لأنه بدون طرق الكشف، فإن تتبع الكائنات المعدلة وراثياً سيعتمد فقط على التوثيق.

## تفاعل البوليميراز المتسلسل (PCR)
تفاعل البوليميراز المتسلسل (PCR) هو تقنية كيميائية حيوية وبيولوجية جزيئية لعزل جزء من الحمض النووي وتضخيمه بشكل كبير، عن طريق التكرار الإنزيمي، دون استخدام الكائن الحي. حيث يمكّن من اكتشاف سلاسل معينة من الحمض النووي عن طريق صنع ملايين النسخ من التسلسل الجيني المستهدف. يتم نسخ التسلسل المستهدف بشكل أساسي بمعدل أسي، ويمكن لتقنيات التصوير ثلاثي الأبعاد البسيطة أن تسهل رؤية ملايين النسخ.
تعمل هذه الطريقة عن طريق إقتران الرامز الجيني المستهدف مع أجزاء تكميلية مصممة بشكل خاص من الحمض النووي تسمى البادئات. في وجود الرامز المستهدف، تتطابق البادئات معه وتؤدي إلى تفاعل متسلسل. تستخدم إنزيمات تكرار الحمض النووي البادئات كنقاط ارتباط وتبدأ بمضاعفة التسلسل المستهدف. تتكرر العملية مراراً وتكراراً عن طريق التسخين والتبريد المتسلسل حتى يتم مضاعفة وإعادة تضاعف التسلسل المستهدف عدة ملايين من المرات. يتم بعد ذلك تنقية الملايين من الشظايا المتطابقة في قطعة من الجل مصبوغة، ويمكن رؤيتها بالأشعة فوق البنفسجية. تكون غير معرضة للتلوث. بصرف النظر عن تنوع الطرق المستخدمة لتحليل الحمض النووي، تم تطبيق PCR فقط بتنسيقاته المختلفة على نطاق واسع في اكتشاف وتحليل الكائنات المعدلة وراثياً والمقبولة عموماً من قبل المنظم. تعتمد طرق الكشف القائمة على الحمض النووي على تكامل شريطين من الحلزون المزدوج للحمض النووي الذي يتم تهجينه بطريقة محددة التسلسل. يتكون الحمض النووي للكائنات المعدلة وراثياً من عدة عناصر تحكم عملها. العناصر هي الرامز المحفز والجين الهيكلي ورامز التوقف للجين.

### الكشف الكمي
PCR الكمي (Q-PCR) يستخدم لقياس كمية منتج PCR (أفضلها في الوقت الحقيقي، QRT-PCR). وهي الطريقة المفضلة لقياس كميات الحمض النووي المحول في عينة طعام أو علف كمياً. يستخدم Q-PCR بشكل شائع لتحديد ما إذا كان تسلسل الحمض النووي موجوداً في العينة وعدد نسخه في العينة. حالياً الطريقة ذات أعلى مستوى من الدقة هي اختبار PCR في الوقت الحقيقي الكمي. تستخدم طريقة QRT-PCR الأصباغ الفلورية، مثل Sybr Green، أو مجسات DNA المحتوية على الفلوروفور، مثل TaqMan، لقياس كمية المنتج المضخم في الوقت الفعلي. إذا كان الرامز الجيني المستهدف فريداً بالنسبة لكائن معدل وراثياً، فإن إيجابية اختبار PCR تثبت أن الكائن المعدل وراثياً موجود في العينة.

### الكشف النوعي
يمكن اختبار ما إذا كانت الكائنات المعدلة وراثياً موجودة في العينة أم لا بواسطة Q-PCR, ولكن أيضاً عن طريق تفاعل البوليميراز المتسلسل المتعدد. يستخدم Multiplex PCR مجموعات متعددة وفريدة من نوعها داخل تفاعل PCR واحد لإنتاج أمبليكونات بأحجام مختلفة خاصة بروامز DNA المختلفة، أي جينات محورة مختلفة. من خلال استهداف جينات مختلفة في وقت واحد، يمكن الحصول على معلومات إضافية من تشغيل اختبار واحد قد يتطلب عدة مرات الكواشف والمزيد من الوقت لإجرائه. يجب تحسين درجات حرارة التلدين لكل مجموعة من مجموعات التمهيدي للعمل بشكل صحيح ضمن تفاعل واحد، ويجب أن تكون أحجام الأمبليكون، أي طول زوج قاعدتها، مختلفة بما يكفي لتشكيل نطاقات متميزة عند تصورها بواسطة الرحلان الكهربائي الهلامي.

## الكشف الخاص بالحدث مقابل الكشف الخاص بالبناء
عندما يقوم المنتجون أو المستوردون أو السلطات باختبار عينة ما بحثاً عن وجود غير المقصود للكائنات المعدلة وراثياً، فإنهم عادةً لا يعرفون ما هي الكائنات المعدلة وراثياً التي يمكن توقعها. بينما تفضل سلطات الاتحاد الأوروبي اتباع نهج خاص بحدث معين للتعامل مع هذه المشكلة، تعتمد السلطات الأمريكية على مخططات اختبار خاصة بالبناء.

### الكشف الخاص بالحدث
يبحث الكشف الخاص بالحدث عن وجود تسلسل DNA فريد لكائن معدل وراثياً معيناً, وعادة ما يكون الوصلة بين الجين المحول والحمض النووي الأصلي للكائن الحي. يعتبر هذا النهج مثالياً لتحديد الكائنات المعدلة وراثياً بدقة، ومع ذلك فإن الكائنات المعدلة وراثياً شديدة الشبه ستمر دون أن يلاحظها أحد تماماً. الكشف الخاص بالحدث يعتمد على PCR.

### كشف خاص بالبناء
يمكن أن تكون طرق الكشف الخاصة بالبناء إما معتمدة على الحمض النووي أو البروتين. يبحث الكشف المعتمد على الحمض النووي عن جزء من الحمض النووي غريب ومُدخل في كائن معدّل وراثياً. لأسباب فنية، يتم مشاركة روامز معينة من الحمض النووي بواسطة العديد من الكائنات المعدلة وراثياً. تكتشف الطرق المعتمدة على البروتين المنتج من الجينات المحورة، على سبيل المثال توكسين Bt. نظراً لأن الكائنات المعدلة وراثياً المختلفة قد تنتج نفس البروتين، يمكن أن يختبر الاكتشاف الخاص بالبناء عينة للعديد من الكائنات المعدلة وراثياً في خطوة واحدة، ولكنه غير قادر على تحديد الكائنات المعدلة وراثياً الموجودة على وجه التحديد. يتم استخدام الكشف المعتمد على البروتين للنهج الخاص بالبناء بشكل خاص في الولايات المتحدة الأمريكية .

## أوجه القصور في طرق الكشف الحالية
في الوقت الحالي، من المستبعد جداً اكتشاف وجود كائنات معدلة وراثياً غير متوقعة أو حتى غير معروفة، حيث يجب أن يكون تسلسل الحمض النووي للجين المحور أو البروتين الناتج عنه معروفاً للكشف عنه. بالإضافة إلى ذلك، حتى اختبار الكائنات المعدلة وراثياً المعروفة يستغرق وقتاً طويلاً ومكلفاً, حيث يمكن لطرق الكشف الموثوقة الحالية اختبار كائن واحد فقط معدّل وراثياً في كل مرة. لذلك تعمل برامج البحث مثل Co-Extra على تطوير طرق اختبار محسنة وبديلة، مثل المصفوفات الدقيقة للحمض النووي.

## طرق الكشف البديلة

### تحسين الكشف القائم على PCR
يعد تحسين الاكتشاف القائم على تفاعل البوليميراز المتسلسل للكائنات المعدلة وراثياً هدفاً إضافياً لبرنامج البحث الأوروبي Co-Extra. يجري البحث الآن لتطوير طرق تفاعل البوليميراز المتسلسل متعددة (PCR) التي يمكنها في وقت واحد الكشف عن العديد من الخطوط المعدلة وراثياً المختلفة. التحدي الرئيسي الآخر هو الانتشار المتزايد للمحاصيل المحورة جينيا ذات الصفات المكدسة. يشير هذا إلى أصناف معدلة وراثيا مشتقة من تهجين بين سلالات من الآباء معدلة وراثيا، والجمع بين الصفات المعدلة وراثيا لكلا الوالدين. صنف واحد من الذرة المعدلة وراثياً ينتظر الآن قراراً من المفوضية الأوروبية، MON863 x MON810 x NK603، له ثلاث سمات مكدسة. فهو مقاوم لمبيدات الأعشاب ونوعين مختلفين من الآفات الحشرية. يمكن لبعض طرق الاختبار المجمعة أن تعطي نتائج من شأنها أن تضاعف المحتوى الفعلي المعدل وراثياً لثلاثة أضعاف عينة تحتوي على هذا الكائن المعدل وراثياً.

### الكشف عن الكائنات المعدلة وراثياً غير المعروفة
تحتوي جميع النباتات المعدلة وراثياً تقريباً على عدد قليل من قطع بناء شائعة والتي تسهل العثور على الكائنات المعدلة وراثياً غير المعروفة. على الرغم من أن اكتشاف جين جديد في كائن معدل وراثياً يمكن أن يكون مثل العثور على إبرة في كومة قش، فإن حقيقة أن الإبر متشابهة في العادة تجعل الأمر أسهل بكثير. لتحفيز التعبير الجيني، يقرن العلماء الجين الذي يريدون إضافته بما يُعرف بمحفز النسخ. يعتبر محفز 35S عالي الأداء صفة مشتركة للعديد من الكائنات المعدلة وراثياً. بالإضافة إلى ذلك، غالباً ما تكون إشارة التوقف لنسخ الجينات في معظم الكائنات المعدلة وراثياً هي نفسها: منهي الـ NOS. يجمع الباحثون الآن مجموعة من التسلسلات الجينية المميزة للكائنات المعدلة وراثياً. بعد اختيار الخصائص الجينية للكائنات المعدلة وراثياً, يتم تطوير طرق وأدوات للكشف عنها في عينات الاختبار. تشمل الأساليب التي يتم النظر فيها المصفوفات الدقيقة وتنميط PCR المرساة.

### التألق القريب من الأشعة تحت الحمراء (NIR)
يعد الكشف بالأشعة تحت الحمراء القريبة ( NIR ) طريقة من الممكن أن تكشف عن العديد من أنواع المواد الكيميائية الموجودة في عينة ما بناءً على خصائصها الفيزيائية الفريدة. يتم ذلك عن طريق تسليط ضوء قريب من الأشعة تحت الحمراء على العينة، مما يؤدي إلى إهتزاز الروابط الكيميائية في العينة وإعادة إطلاق الطاقة الضوئية عند خاصية الطول الموجي لجزيء أو رابطة كيميائية معينة. لم يُعرف بعد ما إذا كانت الاختلافات بين الكائنات المعدلة وراثياً والنباتات التقليدية كبيرة بما يكفي لاكتشافها باستخدام التصوير بالأشعة تحت الحمراء (NIR). على الرغم من أن هذه التقنية تتطلب آلات متقدمة وأدوات معالجة للبيانات، إلا أن النهج غير الكيميائي يمكن أن يكون له بعض المزايا مثل انخفاض التكلفة وتعزيز السرعة والتنقل.

## الضوابط حسب البلد

### سويسرا
تجري كانتونات سويسرا اختبارات لتقييم وجود كائنات معدلة وراثياً في المواد الغذائية. في عام 2008م, احتوت 3٪ من العينات المختبرة على كميات قابلة للاكتشاف من الكائنات المعدلة وراثياً. في عام 2012م, احتوت 12٪ من العينات التي تم تحليلها على كميات قابلة للاكتشاف من الكائنات المعدلة وراثياً (بما في ذلك 2.4٪ من الكائنات المعدلة وراثياً الممنوعة في سويسرا). باستثناء عينة واحدة، احتوت جميع العينات المختبرة على أقل من 0.9٪ من الكائنات المعدلة وراثياً , وهو الحد الذي يفرض وضع إشارات تشير إلى وجود كائنات معدلة وراثياً.

## روابط خارجية
- Co-Extra: Research on co-existence and traceability investigates new and improved detection methods
- European Network of GMO Laboratories develops and standardises detection methods
- Institute for Reference Materials and Measurements provides reference material for GMO detection
- GMO Detection Methods Database the Institute for Health and Consumer Protection (IHCP) provides validated GMO Detection Methods